# ورزشگاه ایران‌خودرو
ورزشگاه ایران‌خودرو همچنین مشهور به ورزشگاه پیکان، یک ورزشگاه چند منظوره در مجاورت بوستان چیتگر در غرب شهر تهران است.
این ورزشگاه، ورزشگاه اختصاصی باشگاه پیکان (متعلق به کارخانه خودروسازی ایران خودرو) می‌باشد که در اختیار تیم‌های این باشگاه از جمله پیکان تهران قراردارد. در حال حاضر تیم فوتبال پیکان تهران استفاده‌ای از این ورزشگاه برای بازی و تمرینات خود ندارد و برای موارد دیگر همچون آکادمی فوتبال و بازی‌های دوستانه مورد استفاده قرار می‌گیرد.